# Bombastic (singolo)
Bombastic è un singolo della cantante statunitense Bonnie McKee, il primo estratto dal suo secondo EP Bombastic. È stato pubblicato il 26 maggio 2015 dalla sua etichetta indipendente Bonnie McKee Music.

## Video musicale
Il video musicale è stato pubblicato sul canale vevo di Bonnie McKee il 26 maggio 2015, ed è stato diretto da David Richardson.